# 돈 위철리

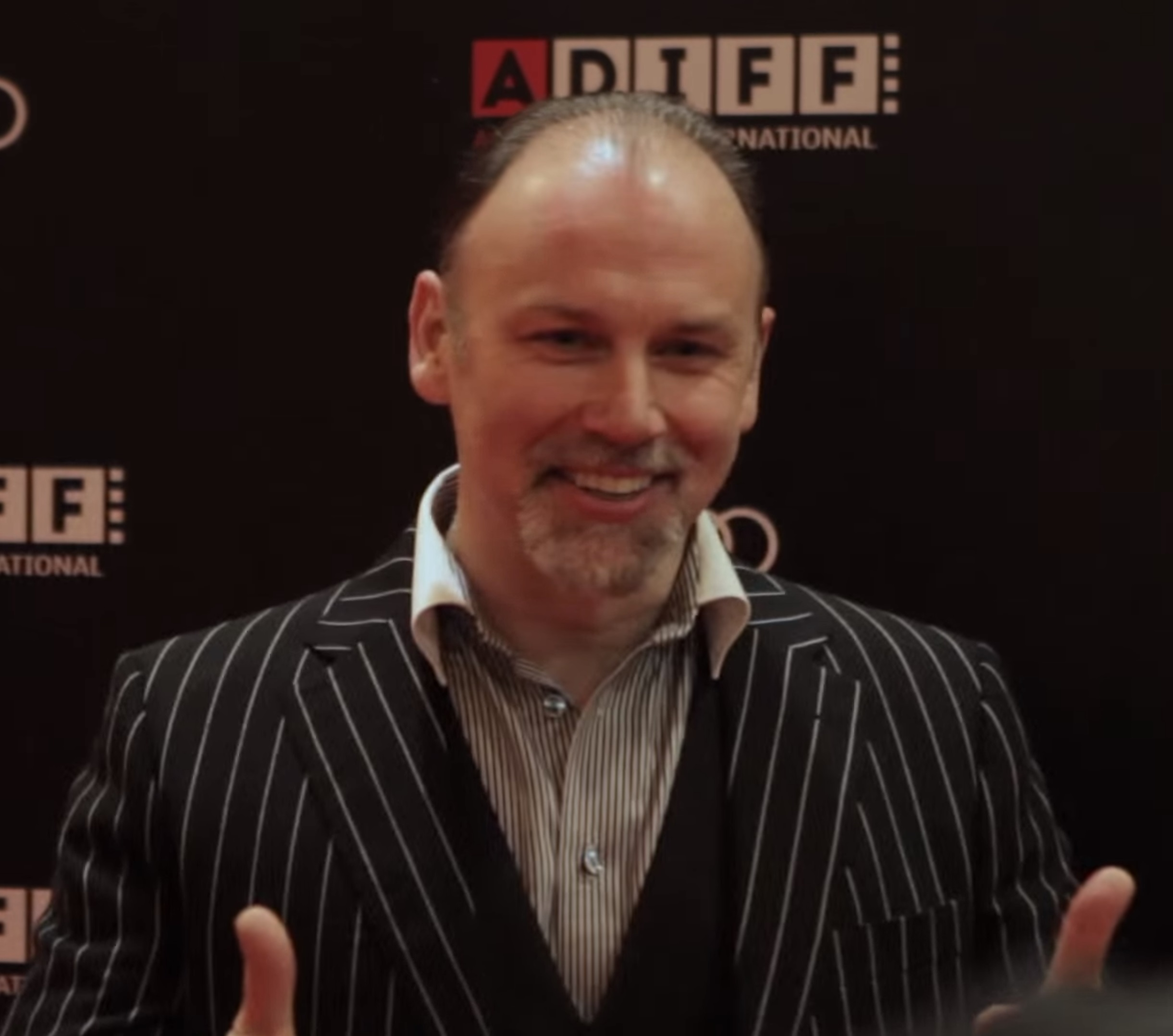

돈 위철리(영어: Don Wycherley, 1967년 9월 15일 ~ )는 아일랜드의 배우이다.

## 영화
- 싱 스트리트 (2016년)
- 마이 브라더스 (2010년) - 아빠 역
- Perrier's Bounty (2009)
- 온딘 (2009년)
- 개러지 (2007년)
- 쇼밴즈 2 (2006년)
- 쉬룸스 (2006년)
- 쇼밴즈 (2005년)
- 베로니카 게린 (2003년) - 크리스 멀리간 역
- 브랜단 앤 트루디 (2000년)
- 원 맨 히어로 (1999년)
- 스위니 토드 이야기 (1998년)
- 장군 (1998년)
- 아이 웬트 다운 (1997년)
- 더 라스트 오브 더 하이 킹스 (1996년)
- 마이클 콜린스 (1996년)